# روبل بوم
روبل بوم (بالفرنسية: Rupel Boom)‏ هو نادي كرة قدم بلجيكي مقره في بوم بمقاطعة أنتويرب يلعب حاليًا في البلجيكي الأول للهواة.

## وصلات خارجية
- الموقع الرسمي